# エンリケ・ウルビス
エンリケ・ウルビス・ハウレギ（Enrique Urbizu Jauregui, 1962年 - ）は、スペイン・ビルバオ出身の脚本家・映画監督。マドリードのカルロス3世大学の映像学部情報コミュニケーション学科の講師を務めている。

## 経歴
1962年にビスカヤ県ビルバオに生まれ、バスク大学で情報科学の学位を取得した。1980年代にいくつかの短編映画を制作し、その後1988年に『Tu novia esta loca』で長編監督デビューした。この作品はアントニオ・レシネスとマリア・バランコを主演においたホームコメディである。1991年に監督したロードムービーの『Todo por la pasta』は、ゴヤ賞の脚本賞（ルイス・マリアス）・助演女優賞（キティ・マンベル）・作曲賞・特殊効果賞にノミネートされた。
その後マドリードに移り、プロデューサーのアンドレス・ビセンテ・ゴメスの依頼で、ジャーナリストのカルメン・リコ＝ゴドイの書籍に基づく2本のコメディ映画を監督した。1994年の『Como ser infeliz y disfrutarlo』、1995年の『Cuernos de mujer』である。これらと並行して、1996年にはアルトゥーロ・ペレス＝レベルテの小説『Cachito』の映画脚本を執筆した。
1999年にはロマン・ポランスキーが監督してジョニー・デップが主演した『ナインスゲート』の脚本（共同）を手掛けた。この作品もペレス＝レベルテの小説の映画化作品である。2002年にはスリラーの『La caja 507』を監督し、ゴヤ賞では編集賞・プロダクション賞を受賞し、その他には助演男優賞（ホセ・コロナード）にノミネートされた。2003年に監督した『La vida mancha』はゴヤ賞で新人男優賞（フアン・サンス）と音響賞にノミネートされ、マラガ映画祭などに出品された。
2006年12月17日、アカデミー外国語映画賞スペイン代表作品の選考などを行っているスペイン映画芸術科学アカデミー(AACCE)の副会長に就任した。ウルビスと同じく映画監督で、後にスペイン文化大臣を務めるアンヘレス・ゴンサーレス＝シンデが2006年から2009年まで会長を務め、2009年にアレックス・デ・ラ・イグレシアが会長に就任する前には、ウルビスが一時的に会長を務めている。2009年にはサルバドール・ガルシア・ルイツが監督した『砂の上の恋人たち』の脚本を手掛けた。
2011年には、2004年のマドリード列車爆破テロ事件を題材にした『悪人に平穏なし』を撮影した。2012年2月に授賞式が行われた第26回ゴヤ賞で、ウルビスは作品賞・監督賞・脚本賞（脚本はミチェル・ガスタンビデとの共同）を受賞した。『悪人に平穏なし』は作品賞・監督賞・主演男優賞・脚本賞・編集賞・録音賞の6部門（最多）で受賞し、その他には助演男優賞・撮影賞・美術賞・プロダクション賞・特殊効果賞・衣装デザイン賞・メイキャップ&ヘアメイク賞・作曲賞にもノミネートされていた。日本では2012年10月の第9回ラテンビート映画祭で初公開され、2013年2月にはヒューマントラストシネマ渋谷などで一般公開された。ウルビスはラテンビート映画祭の宣伝のために2012年9月に訪日している。

## フィルモグラフィー

### 映画
- 1988年 Tu novia esta loca（監督）
- 1991年 Todo por la pasta（監督）
- 1994年 Como ser infeliz y disfrutarlo（監督）
- 1995年 Cachito （監督）
- 1995年 Cuernos de mujer（監督）
- 1996年 Cachito（脚本）
- 1999年 『ナインスゲート』La novena puerta（脚本）
- 2002年 La caja 507 （脚本・監督）
- 2003年 La vida mancha（監督）
- 2009年 『砂の上の恋人たち』Castillos de carton（脚本）
- 2011年 『悪人に平穏なし』No habra paz para los malvados （脚本・監督）
- 2015年 Silver or Lead（監督）

### その他
- 1993年 Los Justicieros（テレビゲーム、監督）
- 2006年 Peliculas para no dormir: Adivina quien soy （テレビドラマ、脚本）
- 2006年 Adivina quien soy （テレビ、監督）

## 受賞
| 年     | 映画祭 | 作品           | 部門   | 結果 |
| ------ | ------ | -------------- | ------ | ---- |
| 2012年 | ゴヤ賞 | 悪人に平穏なし | 作品賞 | 受賞 |
| 2012年 | ゴヤ賞 | 悪人に平穏なし | 監督賞 | 受賞 |
| 2012年 | ゴヤ賞 | 悪人に平穏なし | 脚本賞 | 受賞 |